# Баржак (Арьеж)
Баржа́к (фр. и окс. Barjac) — коммуна во Франции, находится в регионе Окситания. Департамент коммуны — Арьеж. Входит в состав кантона Сент-Круа-Вольвестр. Округ коммуны — Сен-Жирон.
Код INSEE коммуны — 09037.

## Население
Население коммуны на 2008 год составляло 38 человек.
| 1962 | 1968 | 1975 | 1982 | 1990 | 1999 | 2008 |
| ---- | ---- | ---- | ---- | ---- | ---- | ---- |
| 26   | 30   | 26   | 29   | 29   | 42   | 38   |

## Экономика
В 2007 году среди 21 человек в трудоспособном возрасте (15—64 лет) 12 были экономически активными, 9 — неактивными (показатель активности — 57,1 %, в 1999 году было 68,0 %). Из 12 активных работали 9 человек (6 мужчин и 3 женщины), безработных было 3 (1 мужчина и 2 женщины). Среди 9 неактивных 2 человека были учениками или студентами, 7 — пенсионерами.